# Pohnpeikungsfiskare
Pohnpeikungsfiskare (Todiramphus reichenbachii) är en fågel i familjen kungsfiskare inom ordningen praktfåglar.

## Utseende och läten
Pohnpeikungsfiskaren är med en kroppslängd på 20 cm en relativt liten kungsfiskare. Den har rostbrunt ovanpå huvudet, en grönsvart ögonmask som sträcker sig bakåt som ett tunt band runt nacken, gnistrande vitt på nedre delen av ansiktet, undersidan och i en nackkrage och glänsande blågrönt på mantel, vingar och stjärt. Näbben är svart. Honan skiljer sig något från hanen med vit buk som tydligt avgränsas från det rostfärgade bröstet. Lätet beskrivs i engelsk litteratur som långa och högljudda serier med "kewp-kewp-kewp-kewp".

## Utbredning och systematik
Fågeln förekommer på Pohnpei i östra Karolinerna.. Tidigare betraktades den som en underart till T. cinnamominus. Den behandlas som monotypisk, det vill säga att den inte delas in i några underarter.

## Status
Arten förekommer endast på en liten ö, vilket gör den sårbar för eventuell påverkan från invasiva arter, framför allt ormar som ödelagt stora delar av fågelfaunan för ön Guam. IUCN kategoriserar den därför som sårbar. Beståndet uppskattas till mellan 10 000 och 20 000 vuxna individer. Den tros minska i antal.

## Namn
Fågelns vetenskapliga artnamn hedrar Heinrich Gottlieb Ludwig Reichenbach (1793-1879), tysk zoolog och botaniker.